# The Ghost of a Flea
The Ghost of a Flea (Le Fantôme d'une puce) est un tableau peint par William Blake entre 1819 et 1820. 
Le tableau de petite taille mesure 21,4 cm sur 16 centimètres ; il est peint avec un mélange de tempera et d'or sur un panneau de bois dur tropical de type acajou . Il fait partie d'une série de tableaux et dessins (Visionary Heads : têtes visionnaires) commandée par l'aquarelliste et astrologue John Varley, ami de Blake. 
The Ghost of a Flea est peint dans des dominantes ocre et brunes : une créature, à la fois homme et puce, à la tête écailleuse, « visage de démon sans cervelle, muscles puissants, mine butée, contemple voracement la coupe qu'elle tient entre les mains et traverse un espace encadré de lourds rideaux sur fond étoilé » ; la petite taille du tableau crée un contraste marqué entre la masse musculaire et la puissance physique apparentes du colosse et son incarnation d'un insecte.
Varley acquiert The Ghost of a Flea vers 1820 et le transmet à son fils, Albert Varley, qui le vend en février 1878 au peintre écossais William Bell Scott ; après la mort de ce dernier, en 1890, le tableau passe en vente le 14 juillet 1892 chez Sotheby's et est acquis par le peintre et collectionneur W. Graham Robertson (en). Robertson le prête à la Tate Gallery de Londres où le tableau est exposé depuis 1913, puis le lui lègue en 1948,.